# Žďár (Veselá)
Žďár je malá vesnice, část obce Veselá v okrese Semily. Nachází se asi jeden kilometr jihozápadně od Veselé.
Žďár leží v katastrálním území Veselá u Semil o výměře 4,59 km².

## Historie
První písemná zmínka o vesnici pochází z roku 1525.

## Fotogalerie

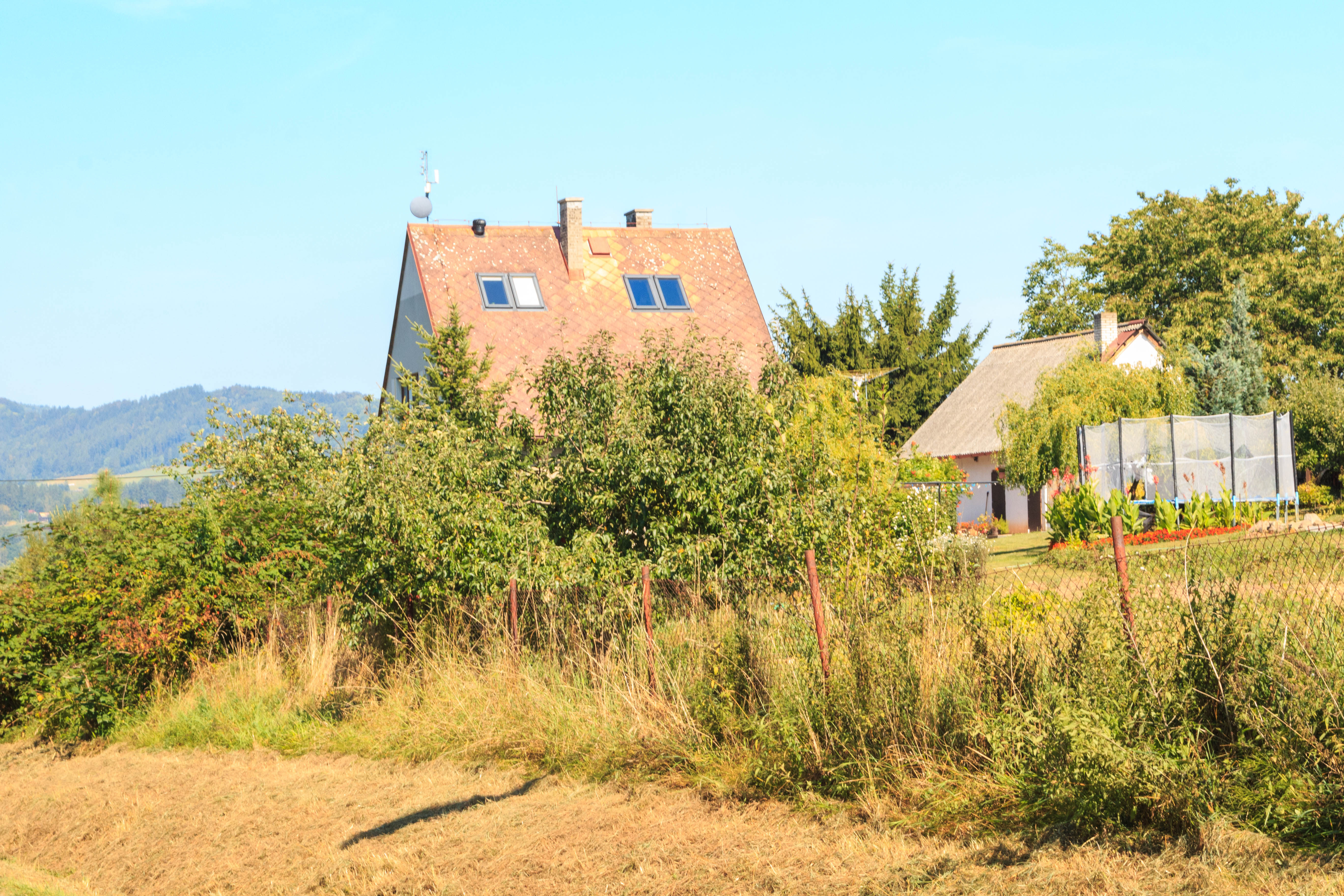
Dům čp. 9
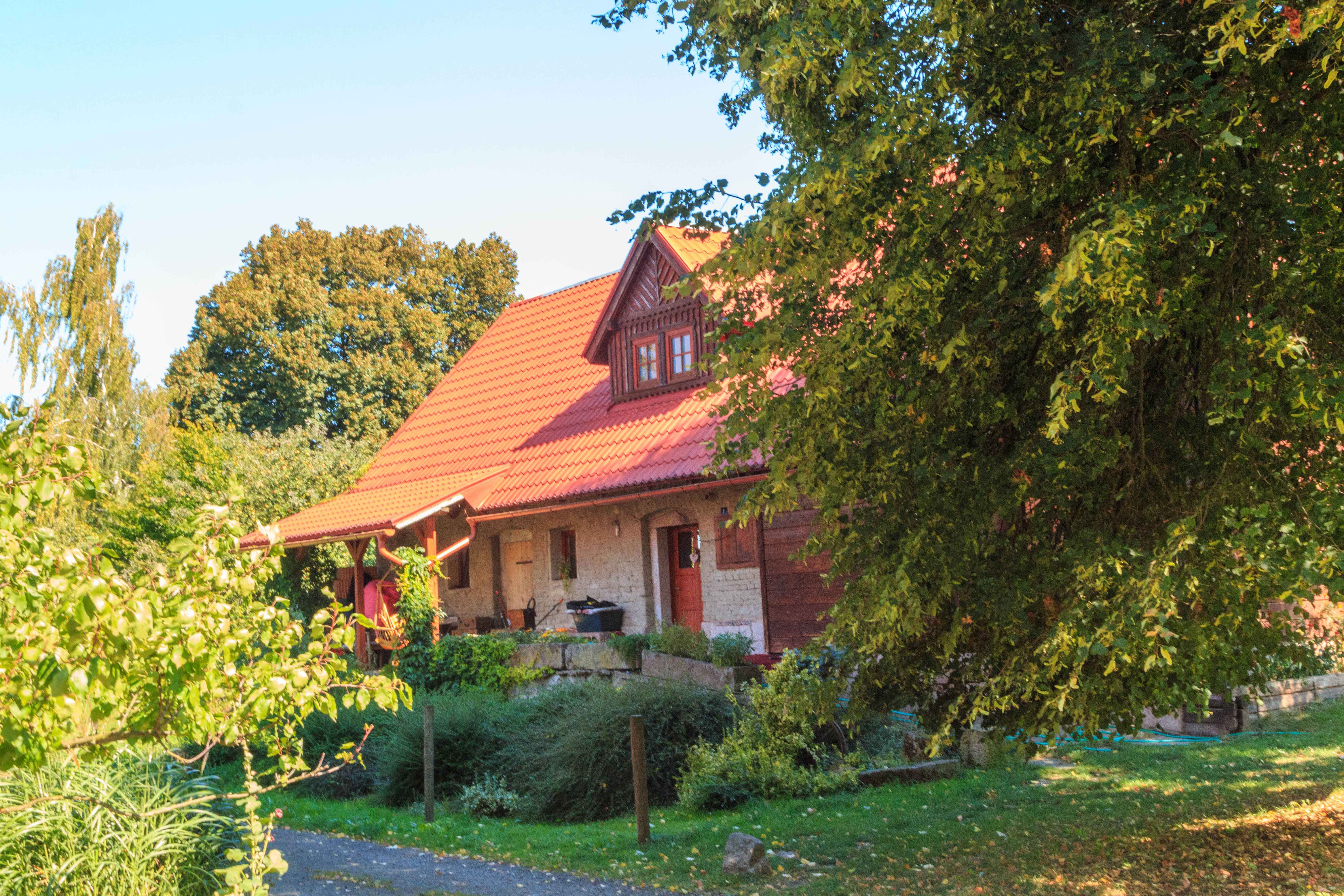
Dům čp. 1
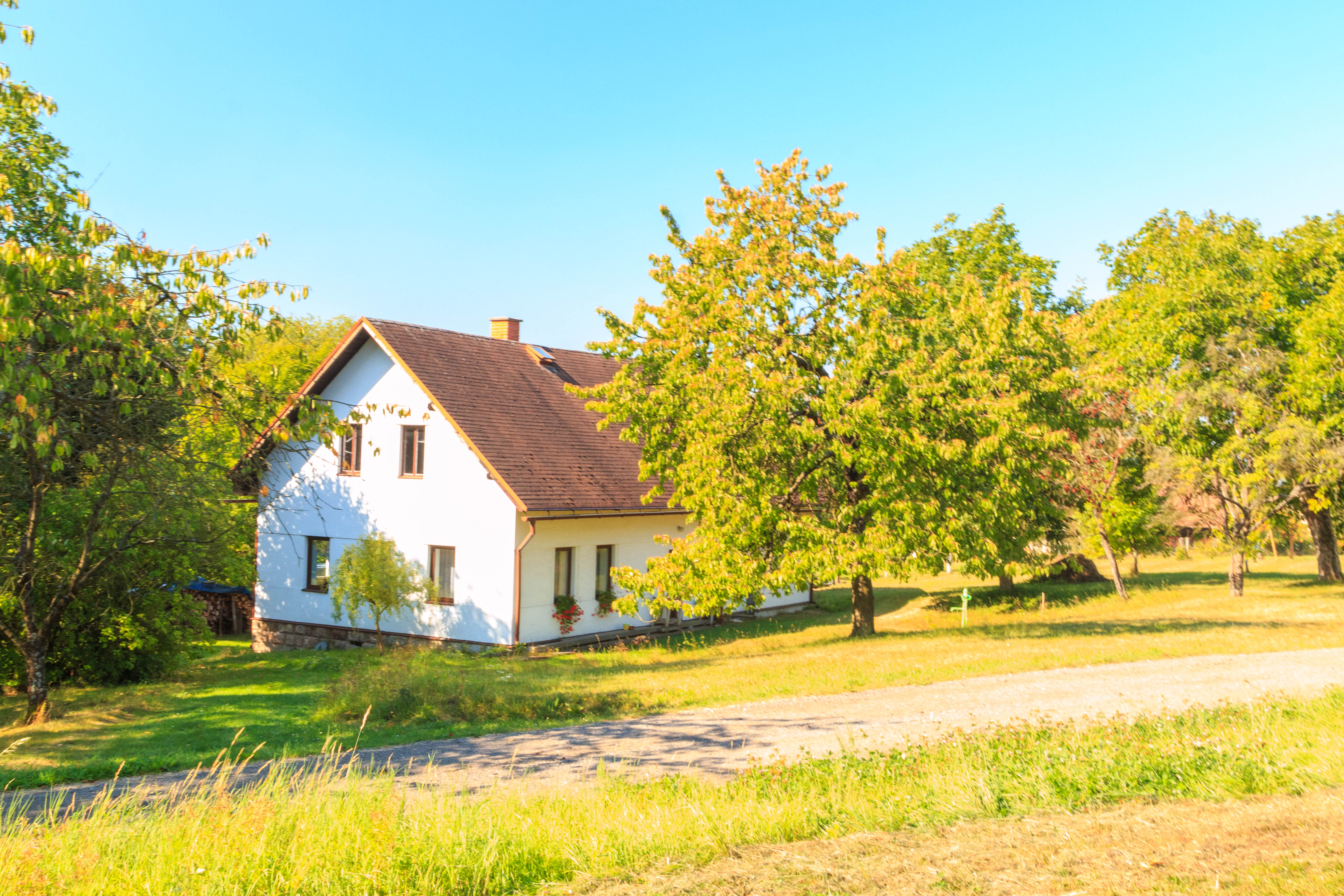
Dům čp. 11
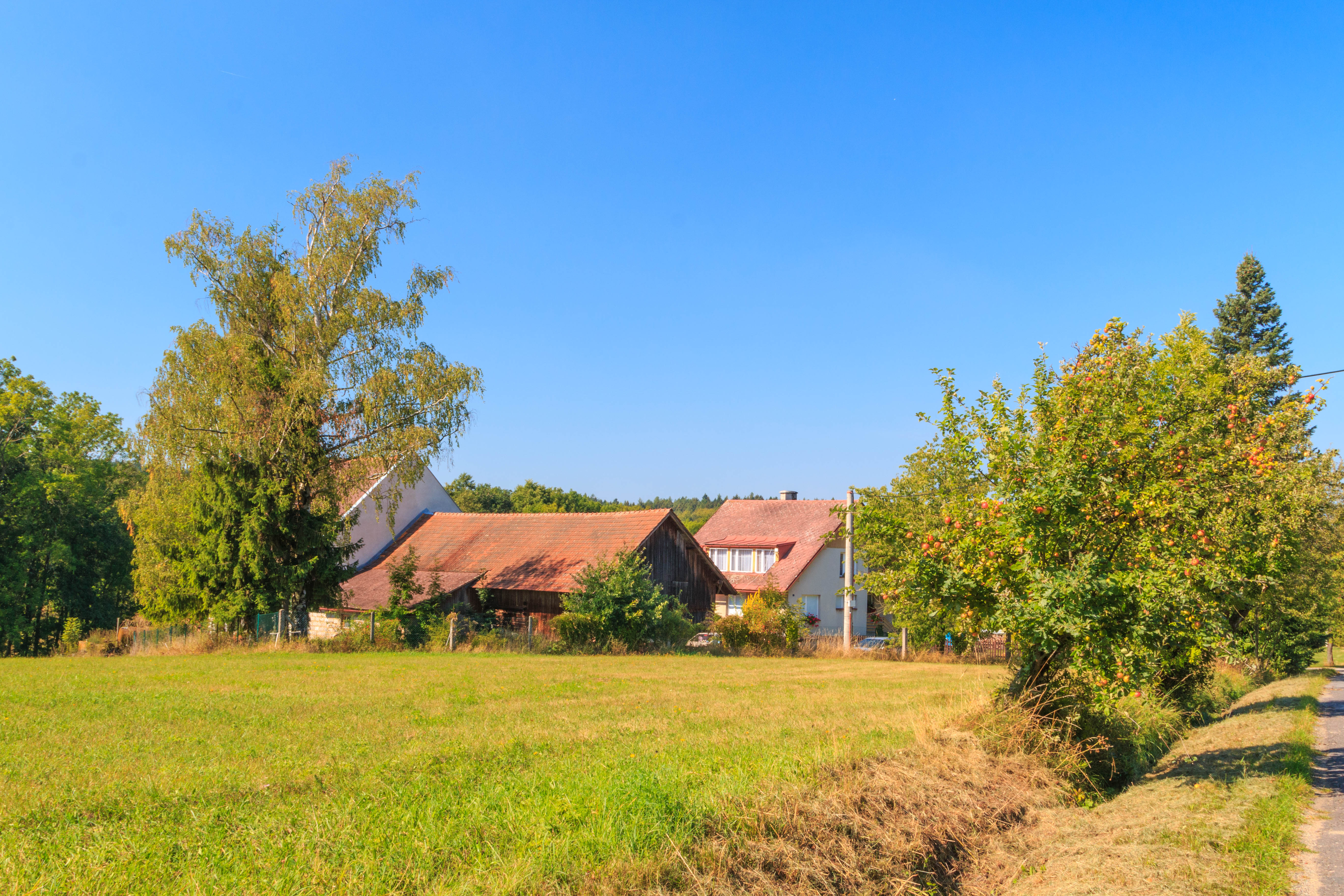
Dům čp. 5